# Miari, Giusti & Cia
Miari, Giusti & Cia war ein italienischer Hersteller von Automobilen.

## Unternehmensgeschichte
Giacomo Miari und Francesco Giusti gründeten am 4. August 1896 das Unternehmen in Padua und begannen mit der Produktion von Automobilen, die Enrico Bernardi entworfen hatte. Der Markenname lautete Miari & Giusti. Am 5. Mai 1899 kam das Aus. Die Società Italiana Bernardi führte die Produktion fort.

## Fahrzeuge
Das erste Modell 3 ½ HP war ein Dreirad, bei dem sich das einzelne Rad hinten befand. Der Einzylindermotor mit 624 cm³ Hubraum war in Mittelmotorbauweise vor dem Hinterrad montiert. Die offene Karosserie bot Platz für zwei Personen. Später folgten Modelle mit 1,5 bis 4 PS Leistung.